# Кристи (група)
Вижте пояснителната страница за други значения на Кристи.
Кристи (на английски: Christie) е английска поп група, активна през 1969-1976 и 1990-2002 година. Тя е най-известна със своята песен от 1970 година „Yellow River“.

## Дискография
- Christie (1970)
- For All Mankind (1971)
- Iron Horse (1972)
- Los Mas Grandes Exitos (1972)
- Navajo (1974)
- Christie Again – Greatest Hits and More (2004)

1. ↑  www.amazon.de
2. 1 2  www.songgalaxy.com
3. ↑  myzuka.ru
4. ↑  www.tredwellsmusic.com
5. ↑  www.discogs.com
6. ↑  www.discogs.com